# Osez le féminisme!
Osez le féminisme! ("¡Atrévanse al feminismo!" en español) OLF en siglas, es una asociación feminista francesa. Tiene como origen un periódico cuyo primer número se publicó en junio de 2009, Osez le féminisme! y se convirtió en asociación en noviembre de 2009.
Ha organizado campañas contra las violencias de género, a favor del aborto y la visibilización de las mujeres en los espacios públicos. Mantiene una posición abolicionista en relación con la prostitución y contra la llamada maternidad subrogada.
Las portavoces de la asociación para el año 2016-2017 son Marie Allibert, Claire Serre-Combe, Eléonore Stévenin-Morguet y Raphaëlle Rémy-Leleu.

## Historia

### Creación - Periódico
Inicialmente, Osez le féminisme!  fue creado por activistas sobre todo del Movimiento francés para la planificación familiar, del Partido Socialista, de EELV, del Frente de Izquierda y de la UNEF movilizadas ante el anuncio de la disminución de presupuestos dedicados a la planificación familiar. Se dotaron primero de un periódico militante, cuyo primer número se publicó en junio de 2009, y se plantearon como objetivo "aumentar el nivel de feminismo en la sociedad".
Osez le féminisme! se convierte pronto en una red informal dotada de un texto de referencia. El periódico, escrito por afiliadas, se centra en las cuestiones relacionadas con las desigualdades entre mujeres y hombres : violencias, el papel de las religiones, maternidad, mujeres y política, educación, prostitución, etc.

### Asociación
En noviembre de 2009, Osez le féminisme! se convierte en asociación y se dota de una portavoz: hasta julio de 2011 fue Caroline De Haas cofundadora de la organización. En 2015 fue reconocida como organización de interés general. En 2016 la organización cuenta con una veintena de organizaciones repartidas sobre todo el territorio francés y más de 2 000 afiliadas.

## Campañas
- Contra la violación con el Colectivo feminista contra la violación y Mix-cité París[8]
- El blog Vie de Meuf ("Vida de mujer") para visibilizar el sexismo cotidiano, difundido después en un libro y en vídeos en el que se invierten los roles mujeres y hombres;[9]
- Interpelación durante las campañas electorales a los candidatos y candidatas presidenciales sobre las medidas de sus programas en favor de la igualdad. (2012, 2016).
- La campaña « Quien va a cuidar a la infancia ? » reclamando 500 000 puestos de guardería adicionales con el colectivo « Pas de bebés a la consigne »[10]
- Una campaña contra el acoso sexual en los transportes públicos titulada «Take back the metro» (Reocupar el metro) en octubre de 2014 con varias acciones colectivas y festivas;[11]
- Una campaña para defender el derecho de abortar en Europa, con motivo de los 40 ans 40 ans de la ley Veil, con Feministas en Movimiento, titulada "Moveros para la Interrupción Volutaria del Embarazo" ;
- Una campaña en 2015 para feminizar el nombre de calles en la isla de la Cité de París, "Fémicité", convertida en 2016 en "FémiJardin" junto a las organizaciones italianas Toponomastica Femminile y la FNISM para reivindicar la memoria de mujeres destacadas en espacios verdes y escuelas.[12]
- Una campaña que con el objetivo de deconstruir los stereotipos en torno a la menstruación "Sangre tabú".[13]

### Asociaciones relacionadas
Osez le féminisme! es miembro del Alto Consejo de Igualdad entre mujeres y hombres, la instancia nacional consultiva sobre los derechos de las mujeres en Francia, desde su creación en 2013, representada por Magali de Haas (2013-2016) y posteriormente por Claire Serre-Combe desde el 29 de enero de 2016. También forma parte de la dirección del Centro Hubertine Auclert, centro de recursos para la igualdad de la isla de Francia.
Por otro lado la organización participa en diversos colectivos dedicados a cuestiones feministas con otras organizaciones que trabajan en el medio asociativo, político o sindical : 
- El colectivo para luchar por más mujeres en el Pantéon[16]
- El colectivo Feministas en Movimientos, creado en 2011[17] y que reagrupa una cuarentena de asociaciones feministas francesas[18]
- El colectivo "Jóvenes por la abolición de la prostitución"[19] junto la Unión Nacional de Estudiantes de Francia, la Unión Nacional Lycéenne, el Movimiento de jóvenes socialistas, la Unión de los estudiantes comunistas, el Movimiento Jóvenes Comunistas de Francia, los effronté-E-s, la LMDE. Organizan conjuntamente a finales de 2013 un Tour de Francia de la abolición de la prostitución y difunden un cortometraje-choc realizado por Frédérique Pollet-Rouyer.[20]

La asociación forma igualmente parte de varios colectivos como el Colectivo Nacional para los Derechos de las Mujeres (CNDF), Abolición 2012, el Colectivo Jubiladas 2013, la Coordinación francesa del Lobby Europeo de Mujeres (CLEF) y la Inter-LGBT.

## Posicionamientos
La asociación considera que "el feminismo no es sólo un combate de mujeres. Es un combate de sociedad".
OLF se ha posicionado a favor del matrimonio homosexual y desea que las parejas de lesbianas y las mujeres solteras tengan el derecho de acceder a procreación médica asistida.
La asociación ha participado igualmente en las movilizaciones lanzadas por los sindicatos contra las reformas de los jubilaciones, penalizando según la asociación a las mujeres que perciben cantidades menores que los hombres.
OLF tiene una posición abolicionista en relación con la prostitución, apoyando la propuesta de ley de penalización de los clientes y la despenalización de las personas prostituidas, la abrogación del delito de prostitución pasiva. La asociación se ha posicionado igualmente en contra de la gestación subrogada.